# Хайдянь (Пекин)
Хайдя́нь (кит. упр. 海淀, пиньинь Hǎidiàn) — район городского подчинения города центрального подчинения Пекин (КНР). Расположен к северо-западу от центра города. Из-за большого количества находящихся здесь ВУЗов его иногда называют «университетским районом».

## История
Исходно Хайдянь являлся деревней, возникшей во времена империи Юань за пределами городских стен. Во времена империи Цин она превратилась в один из восьми крупнейших торговых районов столицы. В начале XX века здесь разместился Университет Цинхуа, и Хайдянь упоминается в романе Лао Шэ «Рикша» как студенческий городок. После основания КНР сюда были переведены многие учебные заведения из Яньани, и Хайдянь стал центром высшего образования. 1949 году он официально стал районом Пекина, а когда в 1952 году районам вместо номеров дали названия — он стал называться «Хайдянь». После начала политики реформ и открытости район превратился в центр IT-индустрии Китая.

## Административное деление
Район Хайдянь делится на 22 уличных комитета, 5 посёлков и 2 волости.

## Экономика
В районе расположена национальная высокотехнологическая зона Чжунгуаньцунь, известная как «китайская Кремниевая долина». По состоянию на первую половину 2023 года в зоне Чжунгуаньцунь работало около 7 тыс. предприятий и 617 тыс. сотрудников, занимавшихся исследованиями и разработками. Кроме того, в 2023 году на территории зоны была создана комплексная бондовая зона «Чжунгуаньцунь» площадью 660 тыс. кв. м, ориентированная на исследования, интегральные схемы, фармацевтику, искусственный интеллект и технологические услуги.
В зоне Чжунгуаньцунь расположен промышленный кластер интеллектуального производства синтетической биологии.

## Достопримечательности
- Юаньминъюань
- Летний императорский дворец
- Парк Сяншань
- Пекинский ботанический сад
- Храм Дацзюэ
- Центр управления полетами